# Романовичи (Гомельская область)
Романовичи (бел. Рама́навічы) — деревня в Улуковском сельсовете Гомельского района Гомельской области Республики Беларусь.

## География

### Расположение
В 5 км на восток от Гомеля.

### Гидрография
На востоке мелиоративные каналы, соединённые с рекой Ипуть (приток реки Сож).

## Транспортная сеть
Автодорога соединяет деревню с Гомелем. Планировка состоит с запада параллельных между собой разных по протяжённости широтных улиц, к которым на востоке присоединяются с юга одна, с севера — 2 короткие улицы. Застройка двусторонняя, преимущественно деревянная, усадебного типа.
Сейчас следуют городские автобусные маршруты № 60а, 61а, 61б, 65, 66 и 67, а также пригородные автобусные маршруты № 240, 241, 276с, 276аС

## История
Обнаруженное археологами поселение эпохи неолита и бронзового века (III-II-е тысячелетия до н. э., в 0,5 км на восток от деревни в урочище Селище) свидетельствует о заселении этих мест с давних времён. По письменным источникам известна с XVI века как деревня в Гомельском старостве Речицкого повета Минского воеводства Великого княжества Литовского. В 1640-х годах по инвентарю Гомельского староства 8 дымов, 3 службы, 18 волов, 15 лошадей. В 1751 году во владении князя Чарторыйского. Большой участок пахотных земель и лугов, как свидетельствует инвентарь 1752 года, являлся владением дьякона Гомельского.
После 1-го раздела Речи Посполитой (1772 год) в составе Российской империи. С 1775 года во владении фельдмаршала графа П.А. Румянцева-Задунайского, с 1834 года фельдмаршала князя И.Ф. Паскевича, в составе Новиковской, а затем Добрушской экономий Гомельского поместья. В 1788 году в Гомельской волости Белицкого уезда. В 1811 году работала паромная переправа через реку Ипуть. В 1879 году начал работу кирпичный и сахарный заводы. В 1880 году построена деревянная Николаевская церковь, действовал хлебозапасный магазин. В 1885 году действовали 3 ветряные мельницы, школа. Согласно переписи 1897 года располагались: церковь, часовня, школа, винная лавка, трактир. В результате пожара в 1908 году сгорели 53 двора. В 1909 году 2458 десятин земли, в Гомельской волости Гомельского уезда Могилёвской губернии, 36 десятин земли были во владении церкви.
17 июня 1919 года организован сельскохозяйственный кооператив. В 1926 году работали почтовый пункт, начальная школа, лавка. С 8 декабря 1926 года по 23 мая 1959 года центр Романовичского сельсовета Гомельского района Гомельского округа (до 26 июля 1930 года), с 20 февраля 1938 года Гомельской области. В 1930 году организован колхоз «Комсомол Гомельщины», работали 2 ветряные мельницы, кузница. Во время Великой Отечественной войны в сентябре 1943 года немецкие оккупанты полностью сожгли деревню и убили 30 жителей. Освобождена 17 октября 1943 года. На фронтах и в партизанской борьбе погибли 238 жителей, в память о погибших в 1958 году на южной окраине установлен обелиск. В 1959 году в составе совхоза «Берёзки» (центр — деревня Берёзки). Расположены средняя и музыкальная школы, детский сад, библиотека, фельдшерско-акушерский пункт, столовая, 2 магазина, отделение связи.

## Население

### Численность
- 2004 год — 556 хозяйств, 1510 жителей

### Динамика
- 1773 год — 40 дворов, 307 жителей
- 1788 год — 462 жителя
- 1811 год — 110 дворов, 270 жителей мужского пола
- 1834 год — 119 дворов, 630 жителей
- 1850 год — 124 двора, 672 жителя
- 1885 год — 172 двора, 738 жителей
- 1897 год — 228 дворов, 1542 жителя (согласно переписи)
- 1909 год — 314 дворов, 1899 жителей
- 1926 год — 332 двора
- 1940 год — 236 дворов
- 1959 год — 1552 жителей (согласно переписи)
- 2004 год — 556 хозяйств, 1510 жителей

## Культура
- Этнографический музей "Спадчына" ГУО "Романовичская средняя школа" (2003)

## Достопримечательность
- Стоянка периода мезолита, бронзового века (6 – 2-е тысячелетие до н.э.)
- Храм Святителя Николая Чудотворца

## Известные уроженцы
- И. Ф. Полевиков — лауреат Государственной премии Беларуси
- Ф. А. Пискунов (1950—2013) — белорусский лексикограф и лингвист